# HD 138265
HD 138265，又名BD+61 1509，SAO 16741、HR 5755，是一颗恒星，视星等为5.9，位于銀經95.79，銀緯47.38，其B1900.0坐标为赤經15h 25m 52.3s，赤緯+61° 47.38′ 55″。